# Ясенки (Воронезька область)
Ясенки (рос. Ясенки) — селище у Бобровському районі Воронезької області Російської Федерації.
Населення становить 1891 особу (2010). Входить до складу муніципального утворення Ясенковське сільське поселення.

## Історія
Населений пункт розташований у межах українського історико-культурного регіону Східної Слобожанщини. Від 1928 року належить до Бобровського району, спочатку в складі Центрально-Чорноземної області, а від 1934 року — Воронезької області.
Згідно із законом від 15 жовтня 2004 року входить до складу муніципального утворення Ясенковське сільське поселення.

## Населення
| 2000 | 2005  | 2010  |
| ---- | ----- | ----- |
| 2132 | ↘1973 | ↘1891 |